# Giornata mondiale della gioventù 2011
La XXVI Giornata mondiale della gioventù, ossia la 26ª edizione dell'incontro internazionale dei giovani cattolici, si è tenuta dal 15 al 21 agosto 2011 a Madrid. Il tema dell'incontro è stato "Radicati e fondati in Cristo, saldi nella fede" (Col 2,7).
Per la seconda volta il raduno è stato ospitato in Spagna: nel 1989 la IV GMG fu celebrata a Santiago di Compostela.
È stata l'ultima edizione alla quale ha partecipato papa Benedetto XVI, che rinunciò all'ufficio di romano pontefice il 28 febbraio 2013.

## Organizzazione
La sede della XXVI Giornata mondiale della gioventù è stata ufficializzata da papa Benedetto XVI il 20 luglio 2008, durante la celebrazione di chiusura della Giornata mondiale della gioventù 2008 di Sydney con queste parole:
La veglia e la messa finale si sono svolte all'aeroporto militare Cuatro Vientos, a sud della capitale.

## Inno
L'inno della manifestazione, Firmes en la fe, è stato composto da Enrique Vázquez Castro, sacerdote di Vitoria e compositore di musica ecclesiastica, ed è stato approvato dai membri del Pontificio consiglio per i laici, il dicastero Vaticano responsabile delle GMG, il 26 maggio 2010. L'autore delle parole è César Franco, vescovo ausiliare di Madrid.
È composto di sette strofe e il ritornello è ispirato al tema della GMG "Radicati e fondati in Cristo, saldi nella fede", passo della Bibbia contenuto nella Lettera di San Paolo ai Colossesi.

## Indulgenza plenaria
Il Papa ha concesso l'indulgenza plenaria ai pellegrini cattolici che sono stati presenti a tale evento. L'indulgenza è stata acquisita anche dai fedeli che hanno pregato per la buona riuscita di questo incontro e per i fini spirituali dello stesso, pur non essendo fisicamente nella capitale spagnola. In questa occasione, la Santa Sede ha autorizzato i sacerdoti presenti ad assolvere dal peccato dell'aborto senza la necessità dell'autorizzazione vescovile.

## Patroni e intercessori
I principali patroni ed intercessori della GMG del 2011 sono:
| Immagine | Nome                       |
| -------- | -------------------------- |
|          | Sant'Isidoro l'Agricoltore |
|          | Santa Maria de la Cabeza   |
|          | San Giovanni della Croce   |
|          | San Giovanni d'Avila       |
|          | Santa Teresa d'Avila       |
|          | Santa Rosa da Lima         |
|          | Sant'Ignazio di Loyola     |
|          | San Francesco Saverio      |
|          | San Rafael Arnaiz Barón    |

## Programma
La GMG ha avuto inizio il lunedì 15 agosto 2011 con l'accoglienza dei pellegrini che arrivavano a Madrid dai cinque continenti.
Nei tre giorni successivi (martedì, mercoledì e giovedì) i pellegrini suddivisi per gruppi linguistici hanno partecipato ad incontri di catechesi, presieduti da vescovi, incentrati su alcune parti del discorso del pontefice. Questi incontri si sono svolti principalmente nelle chiese, nelle scuole, negli auditori e nei centri sportivi di Madrid.

### Giovedì 18 agosto
Verso le 12.00 del 18 agosto il Papa è atterrato all'aeroporto di Madrid, ed è stato accolto da una cerimonia di benvenuto nel padiglione di Stato.
In seguito si è recato con la papamobile verso la nunziatura, dove ha alloggiato.
Verso le 19.30 il Papa ha effettuato un giro per salutare i giovani pellegrini, passando per plaza de la Independencia e la Puerta de Alcalá, fino ad arrivare in Plaza de Cibeles.
In questa giornata di arrivo il pontefice ha auspicato un futuro migliore, da un punto di vista lavorativo, per i giovani superando il problema del precariato.

### Venerdì 19 agosto

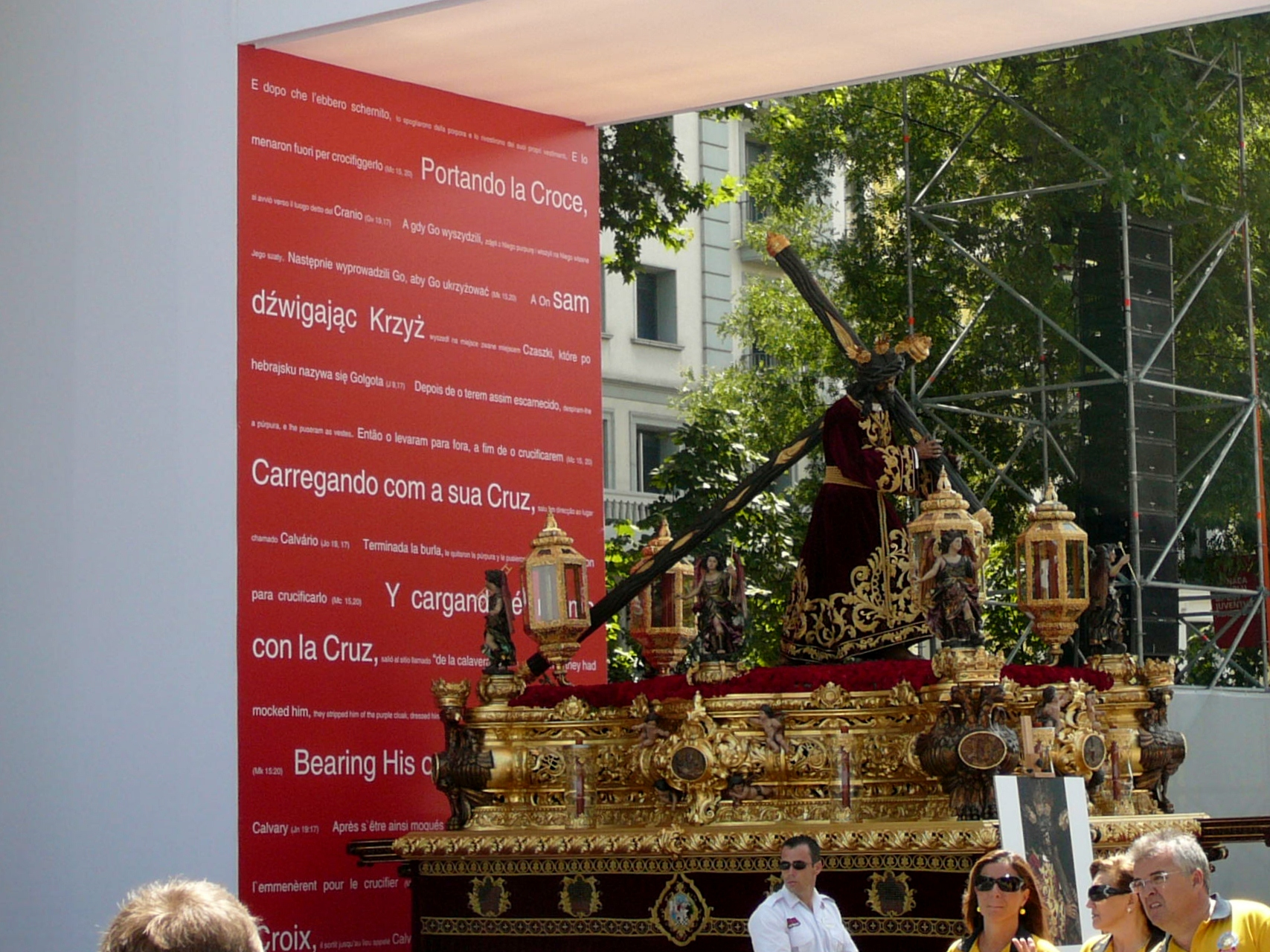
Una delle stazioni della via crucis

Il venerdì il papa ha incontrato verso le 11.30 dapprima le giovani religiose nel patio dei re del monastero dell'Escorial, ed in seguito verso le 12.00 mille giovani professori universitari nella basilica.
Verso le 19.30 si è tenuta una Via Crucis in plaza de Cibeles, alla presenza del papa. In tale occasione, Benedetto XVI ha invitato i giovani a non fuggire dalla sofferenza e a rimanere vicini a chi è meno fortunato. Tale condotta, secondo il Papa, è uno dei messaggi fondamentali della passione di Gesù.
Ogni stazione della Via Crucis è rappresentata da un carro della Settimana Santa spagnola, che raffigura la scena. Questi carri provengono da diverse parti della Spagna.

### Sabato 20 agosto

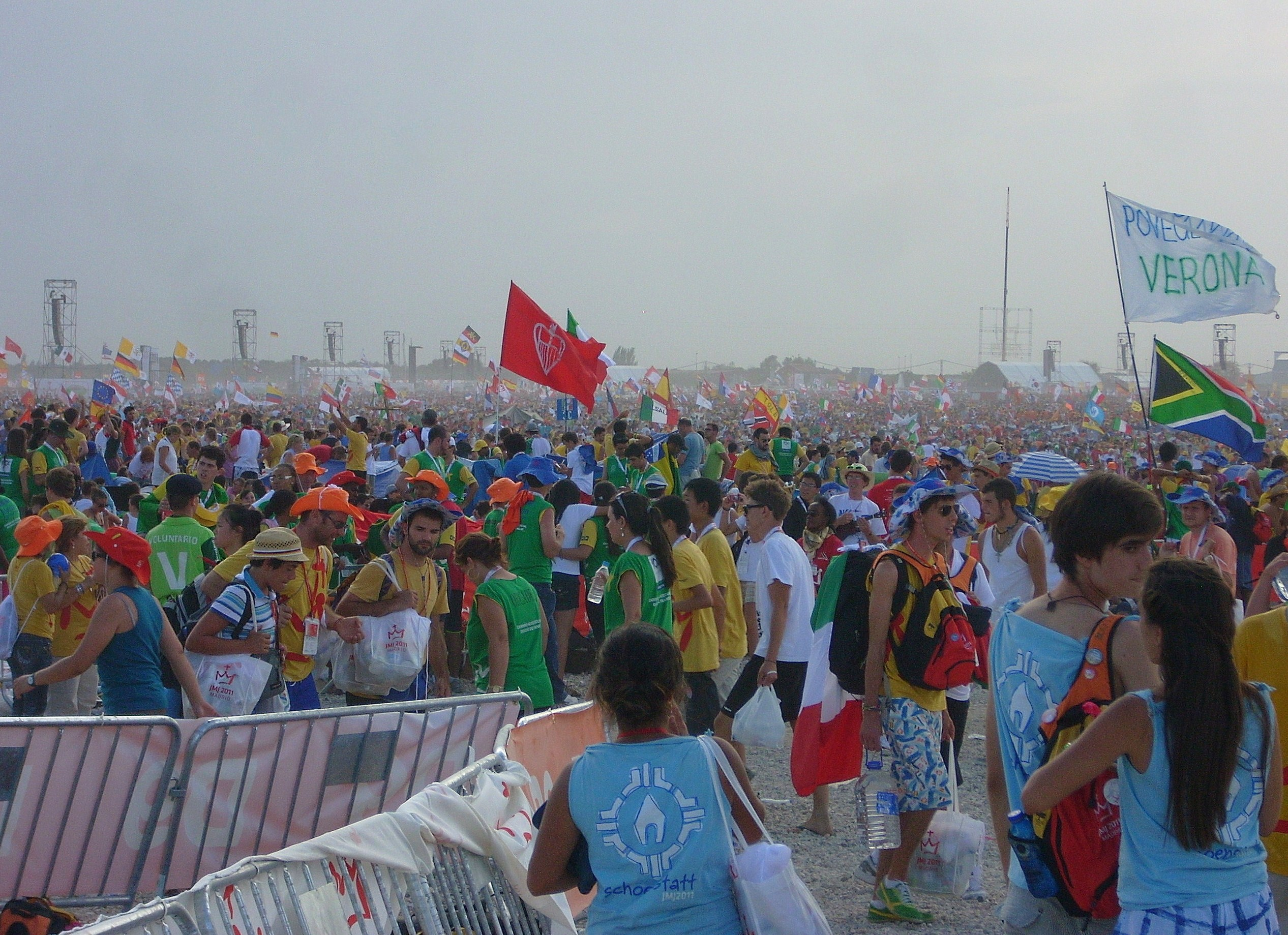
Pellegrini all'aeroporto di Cuatro Vientos

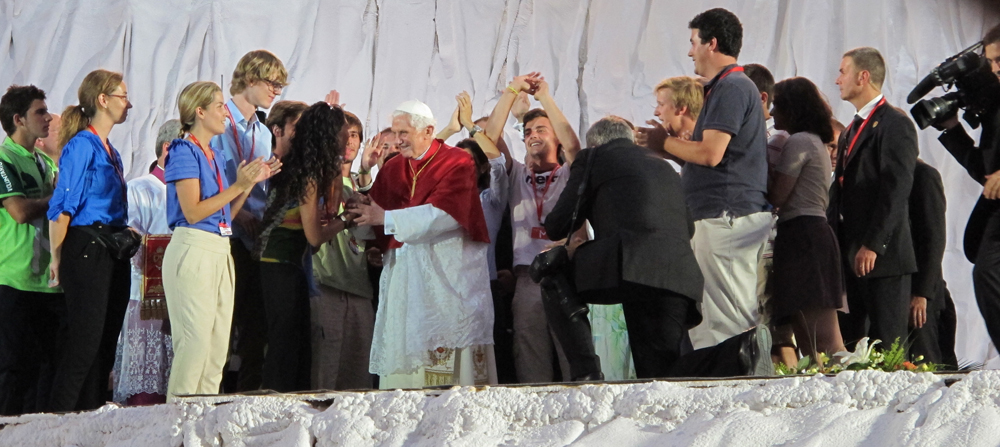
Il papa saluta i giovani alla veglia di preghiera di Cuatro Vientos

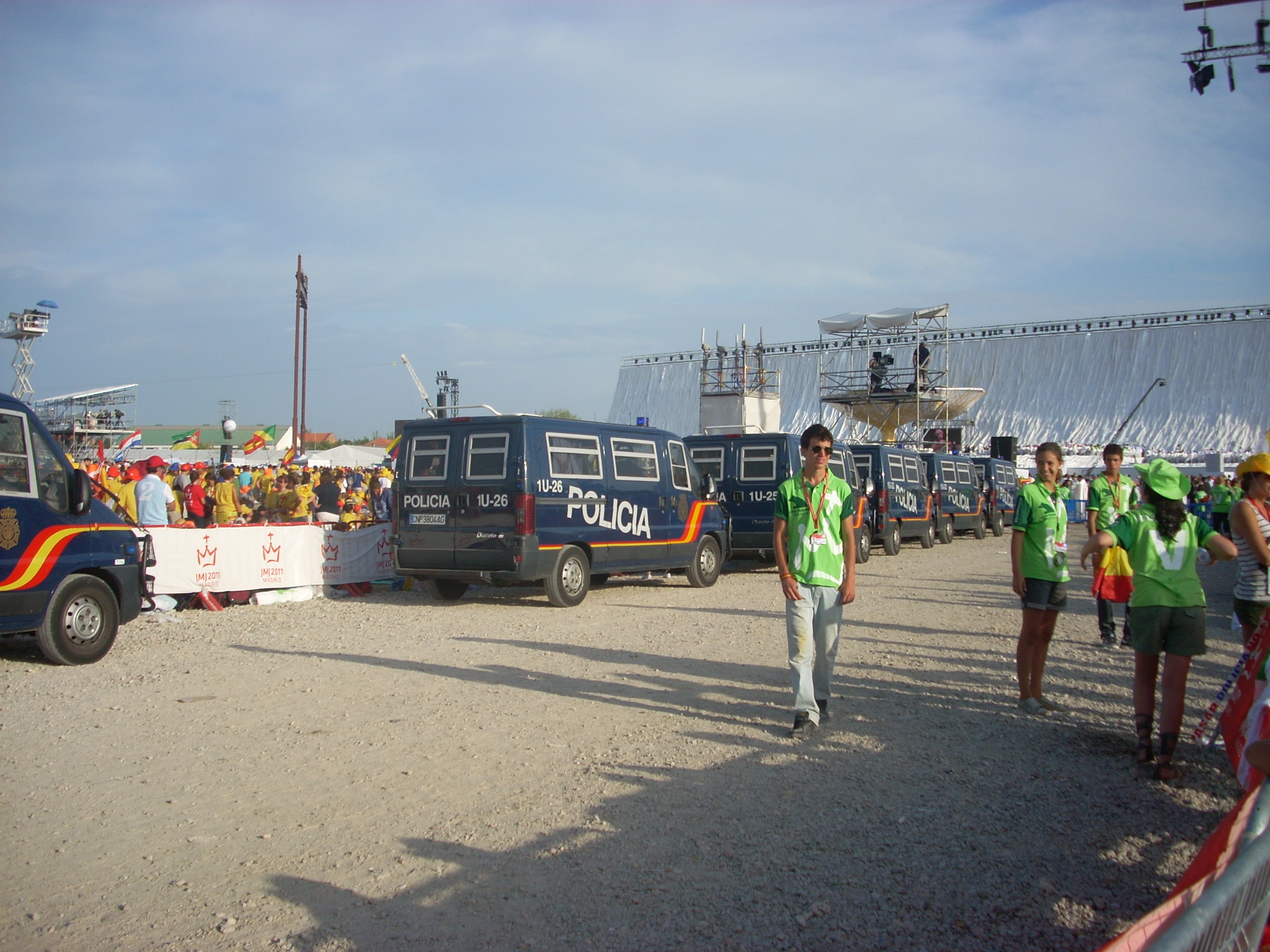
Mezzi della polizia all'aeroporto di Cuatro Vientos durante la messa del 21 agosto

La mattinata del sabato si è tenuta una messa per i seminaristi della cattedrale dell'Almudena.  Verso le 19.30 il Pontefice ha fatto visita alla Fondazione istituto San José, per poi recarsi in seguito anch'egli all'aeroporto.
La consueta veglia di preghiera si è tenuta sabato verso sera, nella zona sud-est della capitale. A poco più di mezz'ora dall'inizio la veglia è stata interrotta per una decina di minuti a motivo di un improvviso nubifragio che ha impedito al papa di proseguire nella lettura del suo discorso, appena iniziata. Benedetto XVI ha deciso di rimanere sul palco nonostante la pioggia («No, io rimango. Rimaniamo» avrebbe detto ai suoi collaboratori che indicavano la possibilità di ritirarsi) e al termine dell'acquazzone è passato direttamente ai saluti nelle diverse lingue, rivolgendo ai giovani presenti queste parole: «Grazie per questa gioia e resistenza, questa vostra forza, più forte della pioggia. Il Signore con la pioggia manda molte benedizioni!».
Nel discorso che non ha pronunciato, ma che viene dato per letto, il Papa ha toccato il tema della fedeltà alla chiamata cristiana. Una forte critica è stata sollevata nei confronti del relativismo, dilagante, secondo Benedetto XVI, nella società contemporanea. Vi è stata, inoltre, un'esortazione a restare saldi nella fede e a ricercare la propria vocazione con la preghiera (preghiera che deve avvenire, seguendo il modello di Santa Teresa di Gesù, come una conversazione con un amico).
La veglia è seguita con un lungo momento di adorazione eucaristica silenziosa e l'atto di consacrazione della gioventù al Sacro Cuore di Gesù. Dopo la benedizione, il papa ha rivolto ai pellegrini altre parole di saluto: «Cari giovani, abbiamo vissuto un'avventura uniti. Saldi nella fede in Cristo, avete resistito alla pioggia. Grazie per il sacrificio che state facendo e che senza dubbio offrirete al Signore. Vi ringrazio per il meraviglioso esempio che avete dato. Così come in questa notte, con Cristo potrete sempre affrontare le prove della vita. Non lo dimenticate!”» Il papa ha fatto quindi sapere di essere orgoglioso dei giovani presenti alla veglia.

### Domenica 21 agosto
La messa conclusiva si è tenuta sempre presso l'aeroporto di Cuatro Vientos, dove i pellegrini hanno trascorso la notte dopo la veglia della sera precedente. Il Papa ha esortato i giovani a "dare testimonianza della fede negli ambienti più diversi, incluso dove vi è rifiuto o indifferenza. Non è possibile incontrare Cristo e non farlo conoscere agli altri, quindi non conservate Cristo per voi stessi, comunicate agli altri la gioia della vostra fede". Hanno assistito alla celebrazione i reali di Spagna, re Juan Carlos e la regina Sofia. A causa del temporale del giorno precedente alcune delle 17 tende in cui si sarebbe dovuta svolgere l'adorazione notturna e in cui erano conservate le particole sono state danneggiate: per motivi di sicurezza è stato bloccato l'accesso alle tende, come riferito dal portavoce papale padre Federico Lombardi, e dunque pochissimi ragazzi hanno avuto la possibilità di fare la comunione rispetto ai presenti.
Al termine della Messa il Santo Padre ha annunciato che la successiva GMG si sarebbe tenuta nel 2013 a Rio de Janeiro (Brasile).
Verso sera il Pontefice ha incontrato brevemente i volontari che hanno aiutato prima durante e dopo la GMG, presso la zona fieristica IFEMA, per poi dirigersi nuovamente presso l'aeroporto di Barajas dove in seguito ad un breve saluto ufficiale è ripartito per ritornare a Roma.

## Aspetti logistici
Per usufruire dei pasti, i partecipanti alla GMG (evento completo) hanno ricevuto un carnet con ticket staccabili per ognuno dei pasti di ogni giorno (colazione, pranzo e cena) e un ticket per il picnic del weekend (pranzo di sabato, cena e colazione). La colazione veniva distribuita nei luoghi in cui i pellegrini erano alloggiati.
A differenze delle scorse edizioni della GMG (durante le quali i pasti venivano preparati da una ditta che aveva ricevuto l'appalto e che organizzava in vari punti delle città appositi luoghi in cui cucinava e distribuiva i pasti) a Madrid l'organizzazione ha stipulato convenzioni con diversi ristoranti, bar, self service, fast food: i pellegrini potevano recarsi in ognuno di questi luoghi, riconoscibili in quanto esponevano sulla porta un adesivo, e, dietro presentazione del ticket, ricevevano il pasto.
Tutti i partecipanti (compresi quelli della sola notte) hanno poi ricevuto un abbonamento per accedere liberamente ai mezzi pubblici della capitale.

## Impatto economico e costi
I costi per l'organizzazione della manifestazione secondo gli organizzatori della Giornata mondiale della gioventù sono ammontati a 50 milioni di Euro.
Secondo il sindacato CGT la spesa reale per i contribuenti ammonta invece a circa 100 milioni fra sicurezza, locali e spazi pubblici messi a disposizione, aiuti di vario tipo, sgravi fiscali.
José Blanco, portavoce del governo spagnolo, ha affermato che "è vero che [la GMG] comporta alcuni costi, ma anche ricavi significativi e, in ultima analisi, ponderando entrambi, non sarà un costo per lo Stato".
Terminata la Giornata, la Camera di Commercio di Madrid ha stimato in 160 milioni di euro il beneficio portato in questi giorni alla capitale. La Confederazione del Commercio di Madrid (COCEM) nello stesso tempo ritiene che l'impatto economico è stato basso, ma che è stata data una buona immagine di Madrid che si ripercuoterà positivamente a lungo termine.
Secondo l'Associazione delle Imprese di Ospitalità di Madrid La Viñal, sono stati firmati 2479 accordi tra ristoranti e la Conferenza Episcopale per lo scambio dei ticket per i pasti speciali per i pellegrini. Sono stati erogati 3 milioni di pasti tra pranzi e cene, a 6,5 euro l'uno, per un totale di 22,5 milioni di euro di entrate. Inoltre sono distribuiti 1,7 milioni di colazioni nei luoghi che ospitavano a 1,65 euro per unità, con un introito di 2,8 milioni di euro. La COCEM stima l'introito del menù del pellegrino in 39 milioni di euro.
A distanza di mesi, nel novembre 2011, l'organizzazione che aveva in carico il compito di organizzare e coordinare la rete di mense per i pellegrini, la Federación Española de Cadenas de Restauración Moderna (FEHRCAREM), ha protestato pubblicamente a nome delle imprese di ristorazione coinvolte per il mancato saldo di 6 milioni di euro in buoni pasto dovuti dagli organizzatori della GMG.
Inoltre, gli hotel di Madrid hanno registrato una crescita significativa nel numero di occupazioni, raggiungendo il 70% in una settimana rispetto all'usuale 40%. Tuttavia, altri settori economici non hanno registrato benefici, come il settore dell'intrattenimento notturno e il settore dei taxi. Quest'ultimo, secondo il presidente di AGETAXI è stato penalizzato dalla riduzione del traffico che si è verificato nella capitale spagnola, così come dal basso prezzo dei trasporti.

## Contestazioni

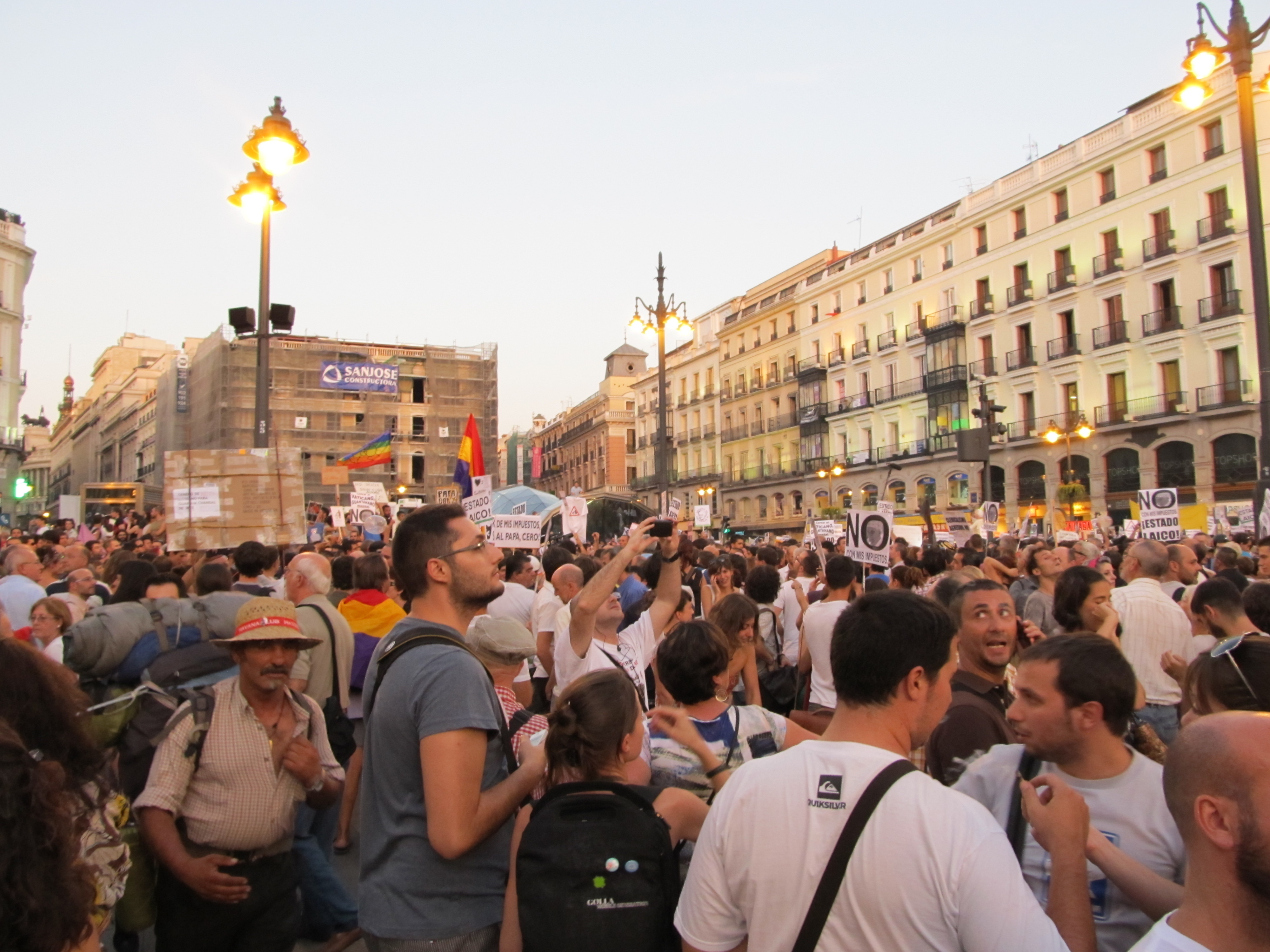
La Puerta del Sol durante le contestazioni da parte degli indignados

Durante i giorni in cui si è svolta la GMG si è assistito, per la prima volta, ad una protesta organizzata contro l'evento da parte di associazioni laiche, gruppi di atei e di organizzazioni per i diritti civili e degli omosessuali, nonché di gruppi di cittadini critici verso la Chiesa cattolica, e gli indignados, il movimento giovanile che il 15 maggio 2011 ha dato vita ad una larga mobilitazione di protesta pacifica dal basso contro il governo spagnolo di fronte alla grave situazione economica in cui versa il paese.
Alle marce di protesta contro la GMG e contro i costi sostenuti dallo Stato spagnolo nell'organizzazione dell'evento hanno partecipato migliaia di persone. Durante i cortei si sono verificati scontri verbali con i pellegrini e numerose cariche da parte della polizia contro i manifestanti. In seguito a questi eventi, il Difensore del Minore di Madrid ha aperto un'inchiesta in relazione a possibili reati di minaccia e violenza compiuti contro giovani pellegrini.
Sempre durante la GMG le autorità spagnole hanno arrestato (e successivamente rilasciato dopo avergli ritirato il passaporto con l'obbligo di firma) uno studente, José Pérez Bautista, sospettato di voler preparare un attentato (annunciato dal giovane su alcuni internet-forum cattolici) contro i manifestanti anti-Papa mediante un ordigno chimico. La polizia oltre a fermare preventivamente il giovane ha anche sequestrato appunti su processi chimici ritenuti non legati ai suoi studi.